# Piazza Cavour
La Piazza Cavour és una plaça situada entre la Via Triboniano i la Piazza Adriana, en el rione Prati de Roma, Itàlia. Dedicada a l'estadista piemontès Camillo Benso di Cavour, es troba en una zona que en l'antiguitat va ser ocupada parcialment pels Neronis, que donen el seu nom a tot el barri.
Al jardí central de la plaça, realitzat per Nicodemo Severi entre 1895 i 1911, es troba un monument dedicat a l'estadista, es tracta d'una estàtua de bronze sobre una plataforma de granit i un pedestal de marbre, envoltada per al·legories d'Itàlia, Roma, el Pensament i l'Acció. L'obra, dissenyada per Stefano Galletti, es va iniciar l'any 1885 i es va completar en 1895.
A la plaça es troba un temple de l'Església evangèlica valdense, seu de la comunitat dels fidels romans i de la Facultat Valdense de Teologia; el Palazzo De Parente, dissenyat per Gaetano Koch; i el Teatre Adriano. També fa cap a la plaça el costat posterior del Palau de Justícia de Roma, anomenat Palazzaccio, és una obra imponent realitzada entre 1889 i 1911 per l'arquitecte Guglielmo Calderini, .
L'any 2004 van començar les obres de restauració de la plaça, que es van interrompre a causa de troballes arqueològiques i problemes burocràtics. Al febrer de 2010 es van reprendre, i van concloure el 26 de gener de 2012 amb la realització d'una zona per als vianants davant del Palau de Justícia, coincidint amb l'obertura de l'any judicial, i la remodelació del jardí central de la plaça. La superfície de la zona per als vianants es va ampliar a uns 14.000 m² i està inspirada en el projecte original de Nicodemo Severi. El paviment és de pòrfir i travertí. El jardí va ser realitzat l'any 1910, i és decorat amb plantes de baladre, de llorer i envoltat de nombroses palmeres, adquirides a l'ajuntament de Ventimiglia.
La nova viabilitat de la plaça i dels seus voltants va ser estudiada per millorar el transport públic de la zona. La plaça és accessible per l'estació Lepanto de la línia A del Metro de Roma.

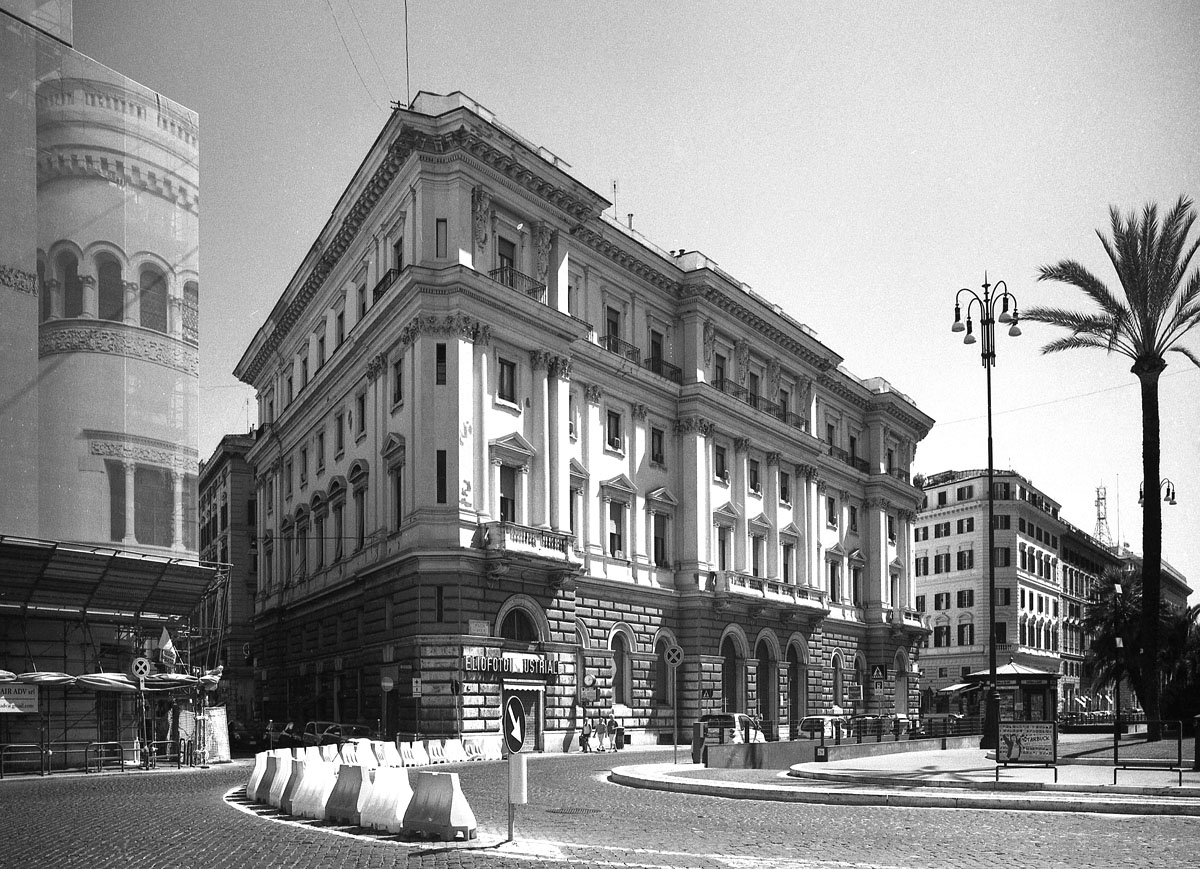
El Palazzo De Parente de Gaetano Koch (1887).